# Eucelatoria parkeri
Eucelatoria parkeri är en tvåvingeart som först beskrevs av Curtis W. Sabrosky 1952.  Eucelatoria parkeri ingår i släktet Eucelatoria och familjen parasitflugor.
Artens utbredningsområde är Uruguay. Inga underarter finns listade i Catalogue of Life.